# 益西曲桑
益西曲桑（藏文: ཡེ་ཤེས་ཆོས་བཟང་། 英文: Yeshe Choesang 印度文: यीशि छोसं），1976年8月27日生于中华人民共和国西藏东部地区理塘（今四川省甘孜藏族自治州理塘县），流亡印度的西藏记者、摄影师以及关注中国大陆特别是西藏的政治、商业、人权、环保、言论自由等方面的作家，持不同政见者，自1985年起流亡印度，现为海外独立网络新闻媒体《国际西藏邮报》总编。2007年12月10日，益西曲桑在印度喜马偕尔邦达兰萨拉麦罗甘吉成立《西藏新闻社》，这即为《国际西藏邮报》前身。该媒体的初衷是希望通过媒體和教育的發展，創造和平非暴力的溝通途徑，“促進西藏境內外藏人社會的民主與言論的自由”。该媒体紧密跟踪西藏的动态发展，并报导西藏流亡机构的活动和运作，不过，该网站至今在中国大陆遭到全面封锁。自2008年5月11日到2016年12月26日期间，该报网站访问量突破390万。